# International Cometary Explorer
L'International Cometary Explorer (ICE), nota originariamente come International Sun/Earth Explorer 3 (ISEE-3),  è una sonda spaziale lanciata il 12 agosto 1978. Come le precedenti sonde del programma ISEE (ISEE-1 e ISEE-2) era progettata per studiare le interazioni del campo magnetico terrestre con il vento solare, ma al termine della missione primaria la sua destinazione d'uso è stata modificata per l'esplorazione delle comete. È stato il primo veicolo artificiale collocato in orbita halo in un punto di Lagrange, orbitando nel punto L1 del sistema Terra-Sole, nonché la prima sonda a monitorare il vento solare. È stata anche la prima sonda ad esplorare una cometa, attraversando la coda della Giacobini-Zinner e avvicinandosi a circa 7800 chilometri dal suo nucleo.
La NASA ha sospeso le comunicazioni con la sonda nel 1997, effettuando solo dei controlli sullo stato dell'apparecchio nel 1999 e 2008. La sonda era ancora operativa e con una scorta utile di propellente, quindi riutilizzabile in occasione di un fly-by con la Luna previsto per l'agosto del 2014, ma l'agenzia non disponeva più della strumentazione per il suo controllo e la ricostruzione era giudicata antieconomica, quindi ha deciso di abbandonarla. Un gruppo non ufficiale di studiosi si è però interessato all'apparecchio e ha cercato di prenderne il controllo, finanziandosi con una campagna di crowdfunding.
Nel corso dell'operazione, chiamata ISEE-3 Reboot Project, il gruppo è riuscito a riprendere la comunicazione bidirezionale con la sonda il 29 maggio 2014. Dopo un primo tentativo di riavviare i motori concluso con successo, la propulsione della sonda è andata fuori servizio. Impossibilitati a modificare l'orbita, gli studiosi del gruppo hanno comunque deciso di usare il veicolo per effettuare rilevazioni scientifiche dall'orbita eliocentrica dell'apparecchio, ma il 16 settembre 2014 il team ha perso il contatto con la sonda.

## Struttura ed equipaggiamento

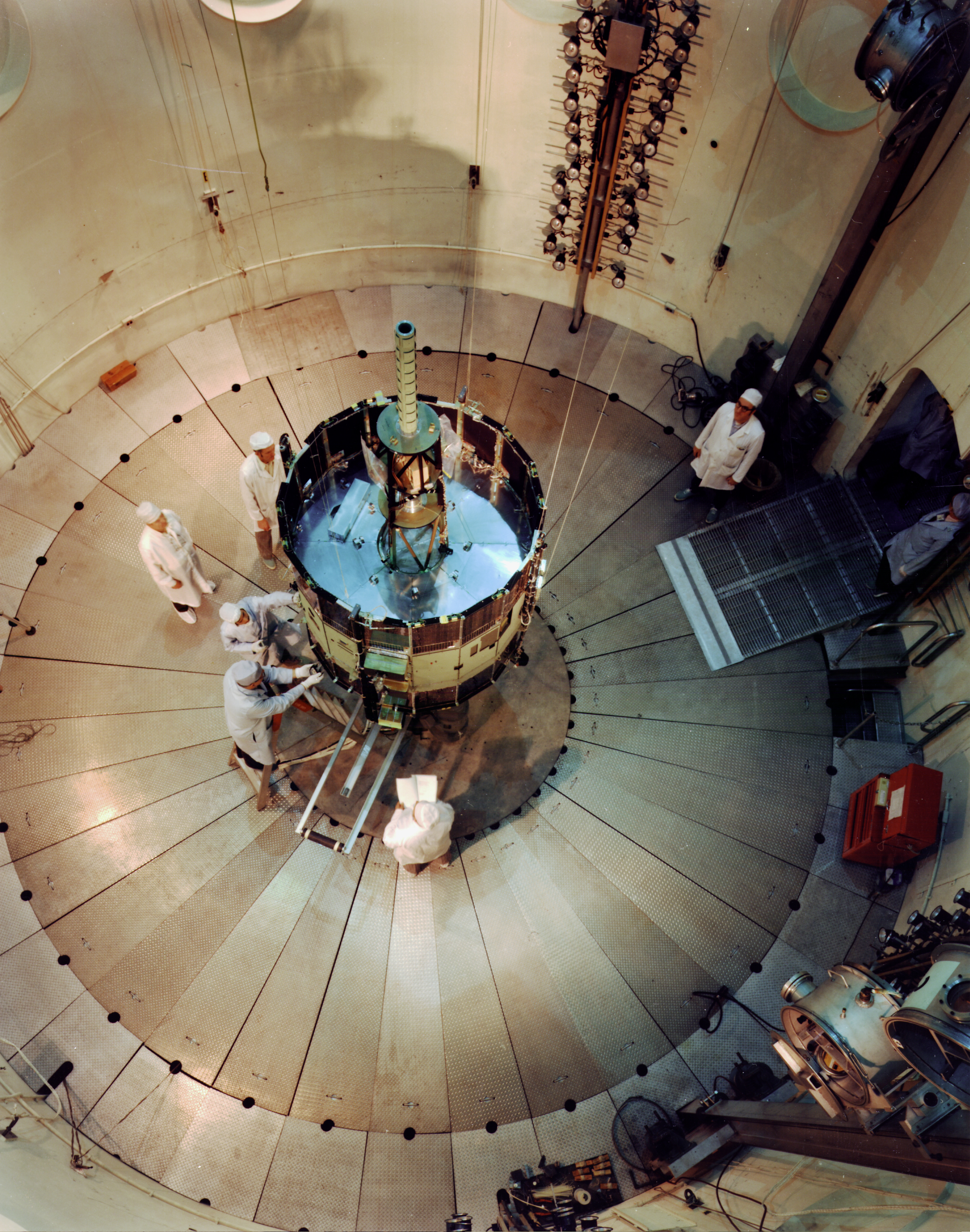
La sonda ISEE-3 durante la fase di test.

La sonda ha la forma esteriore di un prisma esadecagonale, con diametro di 1,7 m per una lunghezza di 1,6 m, coperto di moduli fotovoltaici, con quattro lunghe antenne equidistanti collocate lungo la circonferenza, che si aprono per una ampiezza di 91 m. Il veicolo ha una massa di 390 kg e genera una potenza di 173 W. È equipaggiato con 13 strumenti scientifici per la rilevazione di plasma, particelle ad alta energia, onde e campi elettromagnetici, ma non è dotato di camere o strumenti di ripresa. I suoi sensori sono stati infatti scelti per misurare le caratteristiche delle radiazioni e delle particelle del vento solare e della radiazione cosmica, le cui informazioni vengono elaborate in un flusso di dati trasmesso verso la Terra con un segnale dalla potenza di 5 W. La strumentazione di bordo è stata impiegata per i seguenti esperimenti:
- rilevatore di plasma del vento solare (fuori uso dal 26 febbraio 1980);
- magnetometro vettoriale a elio, per misurare il campo magnetico e le sue variazioni;
- Low-Energy Cosmic Rays, per la misurazione degli ioni solari, interplanetari e della magnetosfera;
- Medium Energy Cosmic Rays (1-500 MeV/n, Z = 1-28; elettroni a 2-10 MeV);
- High-Energy Cosmic Rays, (da H a Ni, 20-500 MeV/n);
- telescopio per rilevare lo spettro energetico delle particelle cariche della radiazione cosmica;
- analizzatore spettrale delle onde di plasma;
- Energetic Particle Anisotropy Spectrometer (EPAS), progettato per lo studio dei processi di accelerazione e propagazione di protoni solari a bassa energia nello spazio interplanetario;
- Interplanetary and Solar Electrons (da 2 keV a oltre 1 MeV);
- Radio Mapping of Solar Wind Disturbances (Type III bursts) in 3-D (30 kHz - 2 MHz) per la mappatura dei lampi solari di tipo III;
- Solar Wind Ion Composition, analizzatore dell'energia degli ioni;
- Cosmic Ray Isotope Spectrometer, progettato per studiare la composizione isotopica della materia solare e delle fonti di radiazione cosmica;
- X-Ray Bursts e Gamma-Ray Bursts, per lo studio continuo dei raggi x emessi nei brillamenti solari e dei lampi gamma di radiazione cosmica;
- Gamma-Ray Bursts, per riconoscere e registrare i lampi gamma, fornendone uno spettro ad alta risoluzione[13].

## Missioni

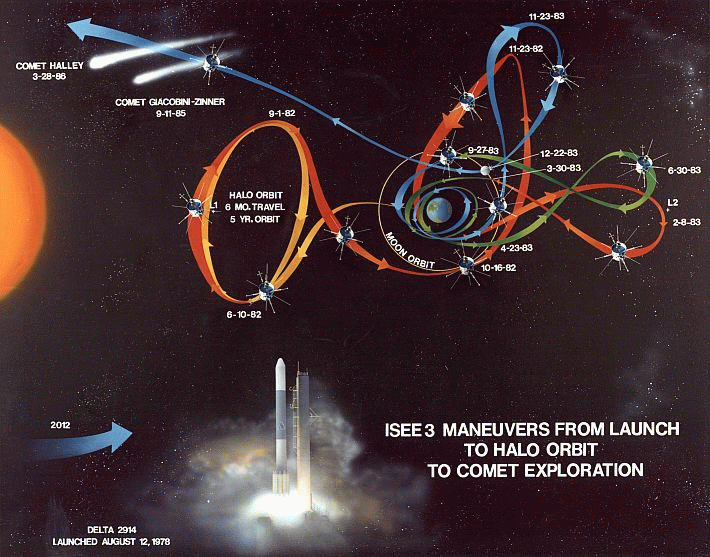
Schematizzazione degli spostamenti di ISEE-3/ICE.

### Studio dell'interazione tra vento solare e campo geomagnetico
Dopo il lancio, avvenuto il 12 agosto 1978, la missione primaria di ISEE-3 si svolse operando da un'orbita halo nel punto L1 del sistema Terra-Sole, a circa un milione e mezzo di chilometri di distanza. ISEE-3 è stata il primo oggetto artificiale collocato in un punto lagrangiano, confermando la possibilità di impiegare le orbite halo nel volo spaziale. La sonda in questa fase ruotava a 19,76 rpm intorno ad un asse perpendicolare all'eclittica, per mantenere l'orientamento e garantire le comunicazioni. In questa missione gli obiettivi erano quelli di studiare l'interazione Terra-Sole nella parte più esterna della magnetosfera terrestre, esaminare in dettaglio le caratteristiche del vento solare nella regione terrestre e l'interfaccia tra questo e la magnetosfera, investigare il movimento e le caratteristiche dei plasma sheet, oltre a continuare lo studio della radiazione cosmica e dei brillamenti solari nella regione interplanetaria a circa una UA dal Sole.

### Studio delle comete
Il 10 giugno 1982, dopo il completamento della missione originaria, la sonda fu ribattezzata International Cometary Explorer (ICE) e venne destinata allo studio dell'interazione fra il vento solare e le comete. Il 1º settembre 1982, grazie alla spinta dei motori, lasciò l'orbita halo nel punto L1 lungo una complessa rotta di trasferimento, con svariati passaggi tra la Terra e il punto L2 del sistema Terra-Sole. Dopo quindici manovre correttive tramite i motori e una serie di fly-by lunari in marzo, aprile, settembre e ottobre, con un ultimo passaggio estremamente ravvicinato in prossimità della Luna (a soli 119,4 km dalla superficie) il 22 dicembre 1984, la sonda ha preso una traiettoria di fuga dal sistema Terra-Luna, entrando in un'orbita eliocentrica.
La sua traiettoria (che precedeva la Terra nella rivoluzione intorno al Sole) le permise di intercettare la cometa Giacobini-Zinner: l'11 settembre 1985 la sonda attraversò la coda di plasma della cometa, avvicinandosi a 7800 km dal nucleo e divenendo la prima sonda ad esplorare questo tipo di corpi celesti.
Verso la fine di marzo 1986 la sonda passò tra il Sole e la cometa di Halley, avvicinandosi a 28 milioni di km dal suo nucleo (a titolo di confronto, la distanza minima dalla Terra è stata di 20.8 milioni di km nel 1910). La cometa era nello stesso periodo oggetto di studio di diverse altre sonde lanciate da diverse agenzie spaziali, che formavano la cosiddetta Armata Halley (composta, oltre che da ICE, dalle sonde sovietiche Vega 1 e 2, le giapponesi Sakigake e Suisei e l'europea Giotto).

### Studio dell'eliosfera
Nel 1991 venne approvato dalla NASA un ulteriore ampliamento della missione di ICE, riguardante lo studio delle espulsioni di massa coronale, in congiunzione con osservazioni effettuate dalla Terra, dalla missione Ulysses e dallo studio continuativo della radiazione cosmica. Dal maggio 1995 la sonda ha continuato ad operare con un carico di lavoro ridotto, condividendo alcune analisi con Ulysses.

## Spegnimento e contatti successivi
Il 5 maggio 1997 la NASA dichiarò conclusa la missione di ICE, lasciando attiva solo la portante. La banda nominale di ISEE-3/ICE era di 2048 bit/s nell'ultima parte della missione, e di 1024 bit/s nel periodo dell'incontro con la cometa Giacobini-Zinner. Il bitrate venne ridotto successivamente a 512 bit/s (9 dicembre 1985), 256 bit/s (5 gennaio 1987), 128 bit/s (24 gennaio 1989) e infine 64 bit/s (27 dicembre 1991). Mentre il veicolo era ancora nello spazio, la NASA lo donò allo Smithsonian Institution, che avrebbe potuto disporre della sonda qualora fosse stata riportata a terra.
Dal gennaio 1990 la sonda era in orbita eliocentrica, con un periodo di 355 giorni, un afelio di 1,03 UA, un perielio di 0,93 UA ed un'inclinazione di 0,1 gradi.
Nel 1999 la NASA ristabilì un breve contatto con la sonda per verificare la portante del segnale. Le comunicazioni con la sonda vennero riprese il 18 settembre 2008 quando la NASA, dopo aver scoperto che l'apparecchio era ancora in funzione dopo il contatto del 1999, la localizzò usando i radiotelescopi Deep Space Network. Poiché quasi tutti gli strumenti di bordo erano ancora funzionanti ed era presente una scorta di propellente sufficiente a garantire 150 m/s di Δv, gli ingegneri della NASA valutarono la possibilità di utilizzare un fly-by con la Luna, previsto per il 10 agosto 2014, per riposizionare la sonda sulla sua orbita halo originaria, dalla quale poteva essere lanciata per studiare altre comete negli anni seguenti. L'agenzia tuttavia non disponeva più della strumentazione necessaria per il controllo della sonda, decommissionata nel 1999, e la ricostruzione venne giudicata troppo dispendiosa.

## Reboot
La sonda ha però attirato l'interesse di un gruppo indipendente di ingegneri e programmatori che, grazie al successo in una campagna di crowdfunding da 125 000 USD (terminata raggiungendo 159 602 USD), hanno avviato il progetto ISEE-3 Reboot Project per riprendere il controllo della sonda. Benché la NASA non sostenesse economicamente il progetto, ha fornito aiuto e indicazioni, stipulando un accordo di collaborazione con il progetto, che ha installato l'hardware necessario presso l'antenna del radiotelescopio di Arecibo. Il team è riuscito a riprendere contatto con la sonda, riattivando la telemetria il 29 maggio 2014 e la comunicazione sincrona è ripresa il 26 giugno 2014, tramite l'antenna DSS-24 del GDSCC. Il 2 luglio 2014 sono stati riattivati con successo i motori della sonda, dopo 27 anni di inattività.
L'8 luglio un tentativo ulteriore di accendere i motori è fallito, apparentemente a causa di una perdita di azoto, usato per pressurizzare i serbatoi di combustibile. Il 24 luglio l'ISEE-3 Reboot Team ha annunciato che i tentativi di modificare l'orbita della sonda con i motori sono falliti, per cui sarebbe stata impiegata in quella che hanno chiamato ISEE-3 Interplanetary Citizen Science Mission, raccogliendo dati scientifici dall'orbita della sonda, simile a quella della Terra. Il team ha disattivato i sistemi propulsivi, per massimizzare l'energia a disposizione degli strumenti scientifici. Il 10 agosto 2014 alle 18:16 UTC la sonda è passata a circa 15 600 km dalla superficie della Luna. Proseguirà la sua orbita eliocentrica ritornando in prossimità della Terra dopo 17 anni.
Avendo a disposizione cinque strumenti su dodici ancora in funzione, la sonda poteva essere usata per raccogliere dati su lampi gamma, per i quali l'osservazione da differenti punti del Sistema Solare è utile. Il team ha pianificato le maggiori acquisizioni possibili di dati nel corso dei 300 giorni del periodo orbitale, cercando la disponibilità di ulteriori siti per la ricezione del segnale nel resto del pianeta per aumentare la copertura.
Il 16 settembre 2014 il team ha perso i contatti con la sonda e il 25 settembre è stato fatto un annuncio pubblico in merito. Non è chiaro se in futuro il contatto possa essere ristabilito, in quanto non vi è certezza su quale sia l'orbita esatta della sonda dopo il fly-by. La sonda potrebbe essere passata in safe mode, dalla quale è impossibile recuperarla senza una localizzazione precisa che permetta di puntare esattamente le trasmittenti sul veicolo.